# Justin Willis
Justin Willis (East Palo Alto, 9 de julho de 1987) é um lutador de artes marciais mistas (MMA) americano, que atualmente compete na divisão peso-pesado do Ultimate Fighting Championship. Lutador profissional desde 2012, ele já competiu no World Series of Fighting e no Strikeforce.

## Antecedentes
Nascido e criado na Califórnia, Willis jogou futebol americano no ensino médio e no nível universitário, como técnico de linha, na Universidade Estadual de San Jose, graduando-se em sociologia. No nível colegial, Willis foi All-Conference.

## Carreira no MMA

### Início de carreira
Willis fez sua estreia no MMA amador em 2009, com uma derrota no segundo round, antes de voltar a competir em outra luta amadora, no Strikeforce: Diaz vs. Noons II, contra Steve Dickey. Willis venceu Dickey por decisão unânime. Depois de se profissionalizar, em 2012, Willis acumulou um cartel de 4-1, antes de assinar com o UFC.

### Ultimate Fighting Championship
Willis fez sua estreia na promoção em 16 de julho de 2017, contra o lutador britânico, James Mulheron, no UFC Fight Night: Nelson vs. Ponzinibbio. Ele ganhou por decisão unânime.
Willis, então, enfrentou Allen Crowder, no UFC 218, em 2 de dezembro de 2017. Willis venceu por nocaute.
Wills enfrentou Chase Sherman, em 21 de abril de 2018, no UFC Fight Night 128. Ele venceu a luta por decisão unânime.

## Cartel no MMA
| Cartel no MMA |            |            |
| 10 lutas      | 8 vitórias | 2 derrotas |
| Por nocaute   | 4          | 1          |
| Por decisão   | 4          | 1          |

| Res.    | Cartel | Oponente         | Método                        | Evento                                  | Data       | Round | Tempo | Local                     | Notas                   |
| ------- | ------ | ---------------- | ----------------------------- | --------------------------------------- | ---------- | ----- | ----- | ------------------------- | ----------------------- |
| Derrota | 8-2    | Curtis Blaydes   | Decisão (unânime)             | UFC Fight Night: Thompson vs. Pettis    | 23/03/2019 | 3     | 5:00  | Nashville, Tennessee      |                         |
| Vitória | 8-1    | Mark Hunt        | Decisão (unânime)             | UFC Fight Night: dos Santos vs. Tuivasa | 01/12/2018 | 3     | 5:00  | Adelaide                  |                         |
| Vitória | 7-1    | Chase Sherman    | Decisão (unânime)             | UFC Fight Night: Barboza vs. Lee        | 21/04/2018 | 3     | 5:00  | Atlantic City, New Jersey |                         |
| Vitória | 6-1    | Allen Crowder    | Nocaute (socos)               | UFC 218: Holloway vs. Aldo II           | 02/12/2017 | 1     | 2:33  | Detroit, Michigan         |                         |
| Vitória | 5-1    | James Mulheron   | Decisão (unânime)             | UFC Fight Night: Nelson vs. Ponzinibbio | 16/07/2017 | 3     | 5:00  | Glasgow                   | Estreia no UFC.         |
| Vitória | 4-1    | Julian Coutinho  | Nocaute Técnico (socos)       | WSOF 31                                 | 17/06/2016 | 2     | 0:30  | Mashantucket, Connecticut |                         |
| Vitória | 3-1    | Rizvan Kuniev    | Decisão (unânime)             | Inoki Genome Fight 4                    | 29/08/2015 | 2     | 5:00  | Tokyo                     | Luta em peso-aberto.    |
| Vitória | 2-1    | Yusuke Kawaguchi | Nocaute Técnico (socos)       | Inoki Bom-Ba-Ye 2014                    | 31/12/2014 | 1     | 0:43  | Tokyo                     | Luta em peso-aberto.    |
| Vitória | 1-1    | James Kirby      | Nocaute Técnico (socos)       | Global Knockout: The Return             | 14/06/2014 | 1     | N/A   | Jackson, Califórnia       |                         |
| Derrota | 0-1    | Henry Solis      | Nocaute Técnico (cotoveladas) | ROF 43: Bad Blood                       | 02/06/2012 | 2     | 4:32  | Broomfield, Colorado      | Estreia no peso-pesado. |